# Iolanda di Vianden
Iolanda di Vianden (Vianden, 1231 – 1283) è stata una religiosa lussemburghese.

## Biografia
Iolanda era figlia di Enrico I di Vianden e di Margherita di Namur. Nel 1258 divenne priora del monastero di Marienthal, fondato dalle suore domenicane dell'isola di Grünenwöhrt di Strasburgo. Sotto il suo pririorato il monastero visse un periodo florido: venne allestita una biblioteca e fu costruita una chiesa a cinque navate.
Il suo rifiuto a un matrimonio combinato con Valerano di Monschau è il soggetto del Codex Mariendalensis, un manoscritto considerato il testo fondante della letteratura lussemburghese.